# 전록생
전녹생(田祿生)은 고려 후기의 문신이다. 자(字)는 맹경(孟耕)이고 본관은 담양(潭陽)이다.

## 생애
충혜왕(忠惠王) 때 과거에 급제하여 제주사록(濟州司錄)에 보임되었다가 들어와 전교교감(典校校勘)이 되었다.
충목왕(忠穆王) 3년(1347년) 권문세족들에 의해 거의 장악되어 폐단을 야기하고 있던 전지 문제의 해결을 위해 설치된 정치도감(整治都監)의 관원으로 임명되었는데, 당시 원 순제의 황후였던 기황후의 위세를 등에 업은 기씨 일족의 기삼만이 다른 사람의 토지를 빼앗은 일로 그를 장을 쳐서 순군옥에 가두어 20일만에 죽음에 이르게 한 사건이 벌어지고, 이 일을 고려의 충주판관 최순보로부터 보고 받은 정동행성 이문소에서는 4월 사람을 보내 정치도감관 좌랑 서호와 교감 전녹생을 잡아 가두었다. 10월에 원에서는 다시 기삼만의 죽음을 이유로 직성사인(直省舍人) 승가노(僧家奴)를 보내어 정치도감 관인들에게 장형을 가했다. 정치도감은 충정왕 1년(1349년) 완전 폐지되었고, 충정왕 2년(1350년) 9월 전녹생은 정동행의 향시(鄕試)에 응시해 합격하였으나, 앞서 정치도감의 관원이었던 이력 때문에 원의 제과(制科)에 응시할 수 없었다.
공민왕(恭愍王) 때 기거사인(起居舍人)에 임명되었고 공민왕 6년(1357년) 9월 여러 도에 염철별감(鹽鐵別監)을 파견하려는 것을 좌간의(左諫議) 이색(李穡), 사간(司諫) 이보림(李寶林) · 정추(鄭樞) 등과 함께 글을 올려 염철별감의 폐단을 논박하였다. 왕이 대간(臺諫)과 재상(宰相)을 불러 이로움과 해로움에 대한 의견을 물으려 하였는데, 이색과 이보림은 병을 핑계로 나오지 않았고 전녹생과 정추는 앞서의 의견을 고집하여 바꾸지 않았으며 당시 이들과 사이가 소원했던 좌간의 남긍 홀로 보내는 것이 마땅하다고 아뢰었으므로 왕은 그의 말을 따라 염철별감 파견을 결정하였다.
전중시어사(殿中侍御史)로 옮기고 공민왕 10년(1361년) 전라도안렴사로써 전라도(全羅道)를 안찰하고 돌아와 전라도에 수자리가 늘어난 것에 비해 그곳을 관리하는 군관들이 현지에서 백성들을 상대로 사나운 행동을 저지르며 수자리 군졸들을 군관 자신의 사적인 일에까지 부역시켜서 민심은 떠나고 병사들은 지쳐서 도망치기까지 하므로 왜구를 막는 대책은 전혀 되지 못하고 있으므로 불필요한 수자리를 줄이고 봉수(烽燧)와 척후(斥候) 체계를 강화해야 한다고 주장하였다.
홍건적(紅巾賊)의 난 때 남쪽 복주(안동)로 몽진하는 공민왕의 행차를 호종하였으며 홍건적의 난이 평정된 뒤에 이를 원에 알리러 파견되던 전법판서(典法判書) 이자송(李子松)을 사사로운 원한을 품고 구타한 목인길을 탄핵해 관직에 물러나게 하기도 하였다. 이듬해 홍건적의 난 당시 공민왕을 호종했던 공로를 기려 2등 공신이 되었으며 여러 번 옮겨 좌상시(左常侍)로 옮겼다가 감찰대부(監察大夫)에 임명되었다.
공민왕 14년(1365년) 4월 환관인 부원군(府院君) 방절(方節)과 함께 원에 파견되어 황태자 아유르시리다르에게 예물(禮物)을 바치게 하고, 또 원의 하남왕 코케 테무르(廓擴帖木兒)와 심왕(瀋王) 타타르부카 등에게도 예물을 주게 하였으나 원의 난리 때문에 사신단은 원에 도착하지도 못하고 돌아와야 했다. 밀직제학(密直提學)을 거쳐 7월에 계림윤(雞林尹)이 되었다.
공민왕 15년(1366년) 3월 전녹생은 다시 원으로 가서 코케 테무르를 예방하는 임무를 맡았으나 이들 고려 사신은 연경에서 아유르시리다르에 의해 귀국을 명령받았고 전녹생 등은 하남에 도달하지도 못하고 6월 11일에 귀국하여야 했지만 서장관 김제안이 병을 핑계로 그곳에 남아 있다가 홀로 말을 달려 하남으로 가서 코케 테무르를 접견하는데 성공했고, 코케 테무르의 막객 곽유석과 함께 고려로 귀국하였다.
공민왕 16년(1367년) 7월 경상도도순문사(慶尙道都巡問使)가 되었다.
왕이 노국공주가 임신한 지 한 달이 넘자 사면을 내렸는데, 전녹생이 장령(掌令) 이무방(李茂芳)과 함께 용서할 수 없는 자를 가려서 다시 가두었다. 이보다 먼저 규정(糾正) 송강(宋綱)이 대호군(大護軍) 한중보(韓仲寶)와 함께 길을 다퉜는데, 이로 인하여 중방(重房)과 헌사(憲司) 사이에 틈이 생겼다. 이에 이르러 왕의 총애를 받던 환관 윤상(尹祥)이 상호군(上護軍)에 임명되니 중방이 예전 일로 감정을 품고 윤상을 시켜 왕에게 참소하였다. 임금이 크게 노하여 장차 전녹생을 하옥시키려고 하였는데 시중(侍中) 경천흥(慶千興)이 간언하여 중지시켰다.
공민왕 20년(1371년) 3월 이색이 지공거(知貢擧), 전녹생이 동지공거(同知貢擧)가 되어 진사(進士)를 뽑았다. 곧이어 밀직제학으로 옮겼고 대사헌(大司憲) · 정당문학(政堂文學)을 역임하였다.
공민왕 22년(1373년) 7월, 신돈의 여종 반야의 소생에게서 난 모니노(牟尼奴)에게 공민왕이 우(禑)라는 이름을 하사하고 강녕부원대군(江寧府院大君)으로 봉한 뒤, 정당문학(政堂文學) 백문보(白文寶) · 전녹생, 대사성(大司成) 정추 등을 강녕부원대군의 사부로 임명하였다. 12월에 전녹생은 평양윤으로써 당시 평양에서 충혜왕의 얼자 석기라 칭하던 자를 서해도도순문사 김유와 함께 잡아 처형시키고 그 목을 개경으로 보냈다. 공민왕 23년(1374년) 4월에는 판개성부사로써 최영을 대신해 경상도도순문사가 되었다.
벼슬이 문하평리(門下評理)에 이르렀고 추충찬화보리공신(推忠贊化輔理功臣) 칭호를 하사받았다.
우왕 1년(1375년) 1월에 처음 열린 서연에서 이무방과 함께 우왕의 사부가 되었으나, 간관(諫官) 이첨(李詹)과 전백영(全伯英)이 이인임(李仁任)과 지윤(池奫)을 처형할 것을 청하니, 우왕은 이첨과 전백영을 하옥시켰다. 응양군상호군 우인열과 친종호군 한리가 이인임의 뜻에 맞추느라 두 사람을 가두고 최영에게 국문을 명했는데, 국문 과정에서 전녹생 및 박상충(朴尙衷)이 연루되었다는 증언이 나오게 되었다. 전녹생과 박상충은 투옥되어 혹독한 국문을 당했고, 이인임이 "죽일 것까지는 없다"고 말려서 곤장을 때리고 유배되었으나 모두 유배지로 가는 도중에 죽었다.

## 일화
강황보(姜璜寶)라는 자가 있었는데 행실이 깨끗하지 못하여 동료들의 배척을 받아 궁궐의 제명기(題名記)에 등록되지 못하였다. 전녹생이 강황보의 아버지 강창부(姜昌富)와 함께 이웃하여 살면서 집이 가난하여 강창부의 도움을 많이 받았으므로 동료들에게 이름을 등록시켜 주기를 청하였으나 동료들이 따르지 않자 전녹생이 끝내 그의 이름을 적어 넣었다.
● 김해 기생 옥섬섬에게 주다〔贈金海妓玉纖纖〕[DCI]ITKC_BT_0019A_0020_010_0060_2014_001_XML DCI
바닷가 신선이 사는 칠점산은 푸르고 / 海上仙山七點靑
거문고 속엔 흰 달이 두둥실 밝았네 / 琴中素月一輪明
세간에 섬섬옥수가 없었다면 / 世間不有纖纖手
뉘라 능히 태곳적 옛 정을 탈 수 있으랴 / 誰肯能彈太古情
《포은집(圃隱集)》, 《양촌집(陽村集)》, 《여지승람》, 《분성지(盆城志)》, 《해동잡록(海東雜錄)》, 《대동운부군옥(大東韻府群玉)》, 《몽헌필담(夢軒筆譚)》에 보인다.
○상고하건대, 《몽헌필담》에 이르기를 “야은이 거문고 음률에 대해서 이해가 깊어 시어(詩語)가 맑고 옛 정취가 빼어났다. 그래서 포은이나 양촌 역시 서로 이어 창화(唱和)하면서 칭탄하고 부러워하기를 마지않았으니, 그 존경하고 사모한 뜻을 볼 수가 있다.” 하였다.
○《여지승람》을 상고하면, 이 시는 문절공(文節公) 주열(朱悅)의 시 아래에 편집해 놓았다. 상상하건대 이것이 본래 김해 연자루(燕子樓)의 운(韻)인데, 선생이 역시 차운한 것인 듯하다. 그러나 원운과 차운을 다 수록하려면 너무 번거로우므로 지금은 본고와의 관계 여부에 따라 취사선택한다. 뒤에도 이와 같다.
○또 《여지승람》을 상고하니, 김해의 연자루는 부성(府城) 안 호계(虎溪) 가에 있다.차운한 시를 붙임〔附次韻〕 본집에는 〈옛날 재상 야은 전 선생(전녹생)이 계림 판관(雞林判官)이 되었을 때 김해 기생 옥섬섬에게 준 것이다. - 위에 있다. - 10여 년 뒤에 야은이 합포(合浦)에 진무(鎭撫)하러 오니, 그때 옥섬섬은 이미 늙었다. 불러다 옆에 두고 날마다 거문고를 타게 했다. 내가 그 이야기를 듣고 뒤따라 그 운에 차하여 벽상에 걸었다. 절구 네 수이다〉로 되어 있다. 정몽주(鄭夢周)

## 같이 보기
- 담양 월산사
- 목인길